# Gepolijst beton

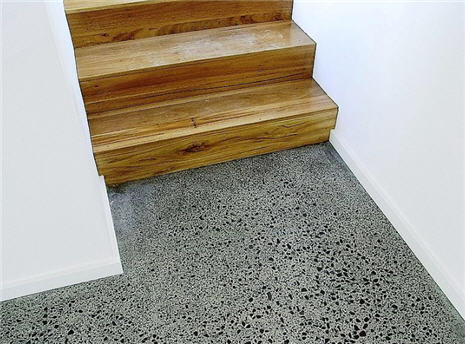
Vloer van gepolijst beton.

Gepolijst beton is een manier van afwerken van beton veelal gebruikt om oppervlakken te verdichten en daarmee glans te geven. Door de hardheid van beton kunnen betonnen oppervlakken net als natuursteen tot een hoogglans worden geprepareerd zonder gebruik te maken van lakken of sealers.
Het polijsten van beton is een oude techniek welke tegenwoordig mechanisch wordt uitgevoerd met behulp van diamant segmenten.
Net als bij het fijn schuren van hout kan men met grove naar steeds fijnere stappen beton schuren en/of polijsten tot een verdicht en glanzend oppervlak.

## Geschiedenis
Men beweert dat beton an sich, een eeuwenoud materiaal is wat door de Romeinen werd gebruikt en daarna honderden jaren ongebruikt bleef. Pas in 1824, na de uitvinding van het Portlandcement werd het gebruik van beton herontdekt.
De kennis van het polijsten van beton werd per toeval slechts tientallen jaren geleden in Europa verworven. Het lijkt er echter op dat deze methodiek van afwerking tot nog toe in de Verenigde Staten de meeste vraag geniet. In de Verenigde Staten zijn de methodieken en toepasbaarheden voor het slijpen en polijsten van beton inmiddels in een vergevorderd stadium. Gepolijste betonnen oppervlakken zijn hier steeds meer terug te vinden in het interieur. De grootste aandacht gaat uit naar het polijsten van betonvloeren, hoewel aanrechtbladen en meubels van gepolijst beton voorbeelden zijn die inmiddels veel populariteit genieten vanwege de natuurlijke uitstraling, duurzaamheid en het onderhoudsgemak.

## Nederland
In Nederland groeit de vraag naar gepolijst beton langzaam. De laatste jaren in zowel de zakelijke als particulieren markt geïnteresseerd in voornamelijk het laten polijsten van betonvloeren. Deze groei is zeer waarschijnlijk te danken aan de creativiteit van Nederlandse architecten die op zoek zijn naar nieuwe materialen.

## Voordelen
Gepolijst beton kan worden aangemerkt als een vloeroplossing die duurzaam en milieuvriendelijk is omdat er tijdens het procedé slechts gebruik wordt gemaakt van de bestaande vloer. In de huidige bouw is het gebruikelijk dat gebouwen voorzien worden van een betonvloer als fundering. Doordat men juist de bestaande vloer behandelt, hoeft er geen energie te worden gebruikt voor het vervaardigen van een vloerbedekking voor op deze fundering en eindigen er geen vloerbedekkingen op de vuilstortplaats wanneer zij aan vervanging toe zijn. Hiermee is gepolijst beton een LEED (Leadership in Energy and Environmental Design) vriendelijke vloeroplossing.
Gepolijste betonvloeren;
- Zijn door de relatief hoge R-waarde (waarde van frictie) slipvrij.
- Geven door de glans meer lichtopbrengst.
- Vallen binnen de internationale standaard IEC 61340-5-1 inzake elektrostatische ontlading (ESD) waarden.
- Zijn brandvertragend.

Tot slot worden gepolijste betonvloeren aangemerkt als relatief gemakkelijk te onderhouden vloeren. Door de vlakheid en verdichting van de toplaag kunnen vuil en vloeistoffen lastig in de vloer dringen en is de vloer daarmee gemakkelijker schoon te houden. Voor kleine oppervlakken volstaat men veelal met stofzuigen en moppen met water en kleine hoeveelheden zeep. Voor grotere oppervlakken zijn gepolijste betonvloeren goed schoon te houden met behulp van schrobzuigmachines.

## Bestaande of nieuwe betonvloeren
Zowel bestaande als nieuwe betonvloeren kunnen gepolijst worden. Nieuwe betonvloeren dienen in verband met de uitharding van het beton ten minste 30 dagen oud te zijn alvorens zij geslepen en gepolijst kunnen worden.
In sommige gevallen zijn betonvloeren ook te zacht om te behandelen waardoor de vloer niet de gebruikelijke glans en verdichting krijgt. Dit is doorgaans alleen bij zeer oude of slecht gestorte betonvloeren en vrij gemakkelijk voorafgaand te constateren.